# ماست سویا
ماست سویا (انگلیسی: Soy yogurt) که گاهی سوی ماست، یا توفو (واژه مرکب از ماست و پنیر سویا) هم نامیده می‌شود یک نوع فراورده لبنی و ماست است که ماده اصلی تشکیل دهنده آن شیر سویا است

## ترکیبات
ماست سویا با استفاده از شیر سویا ساخته می‌شود که در ادامه با اضافه کردن باکتری‌های ماست همچون لاکتوباسیلوس، دلبروکی بولگاریکوس و استرپتوکوک سالیواریوس ترموفیلوس تولید می‌گردد. گاهی اوقات با اضافه کردن شیرین‌کننده‌هایی مانند فروکتوز، گلوکز و شکر، طعم شیرینی آن را افزایش می‌دهند.

## نگارخانه

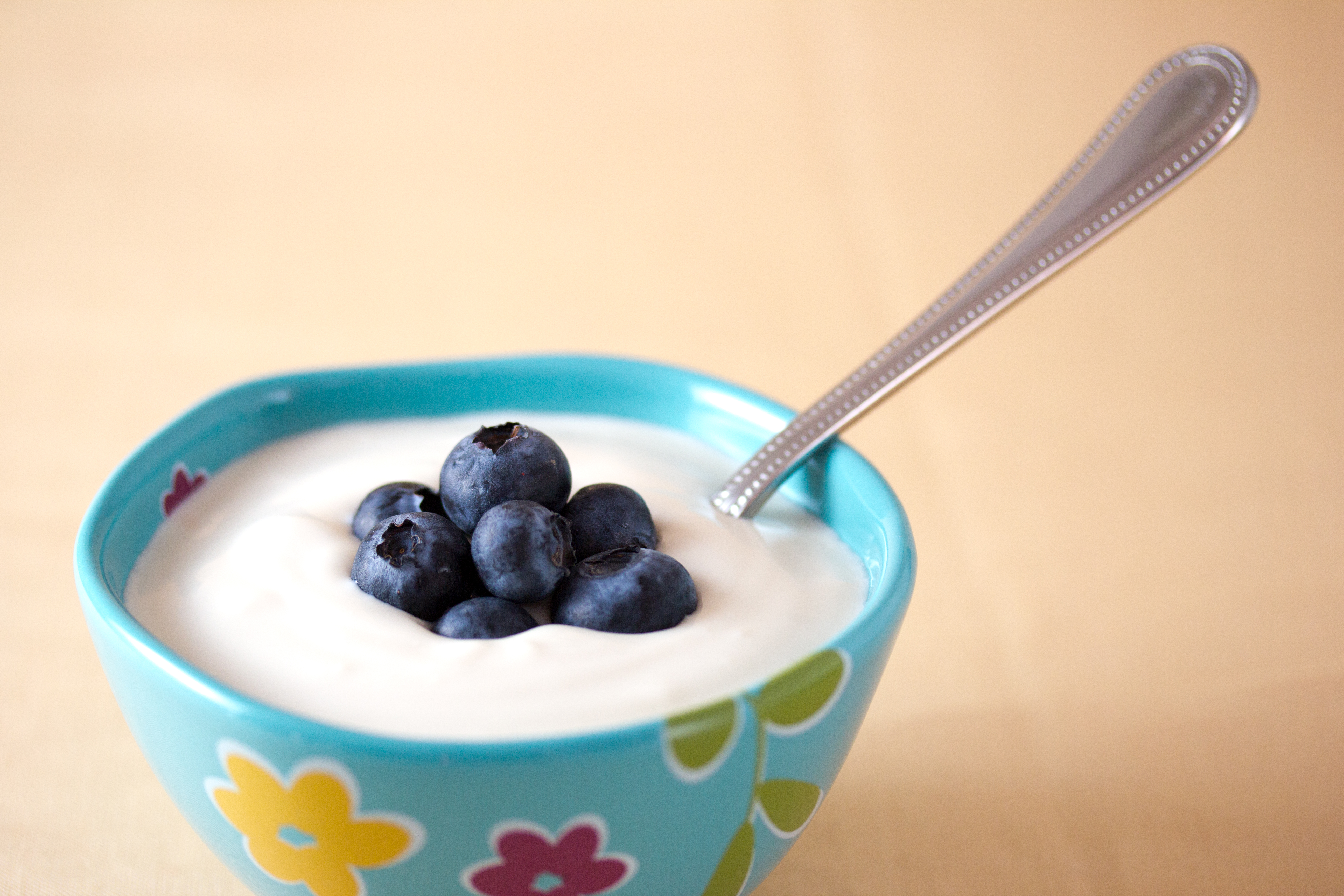
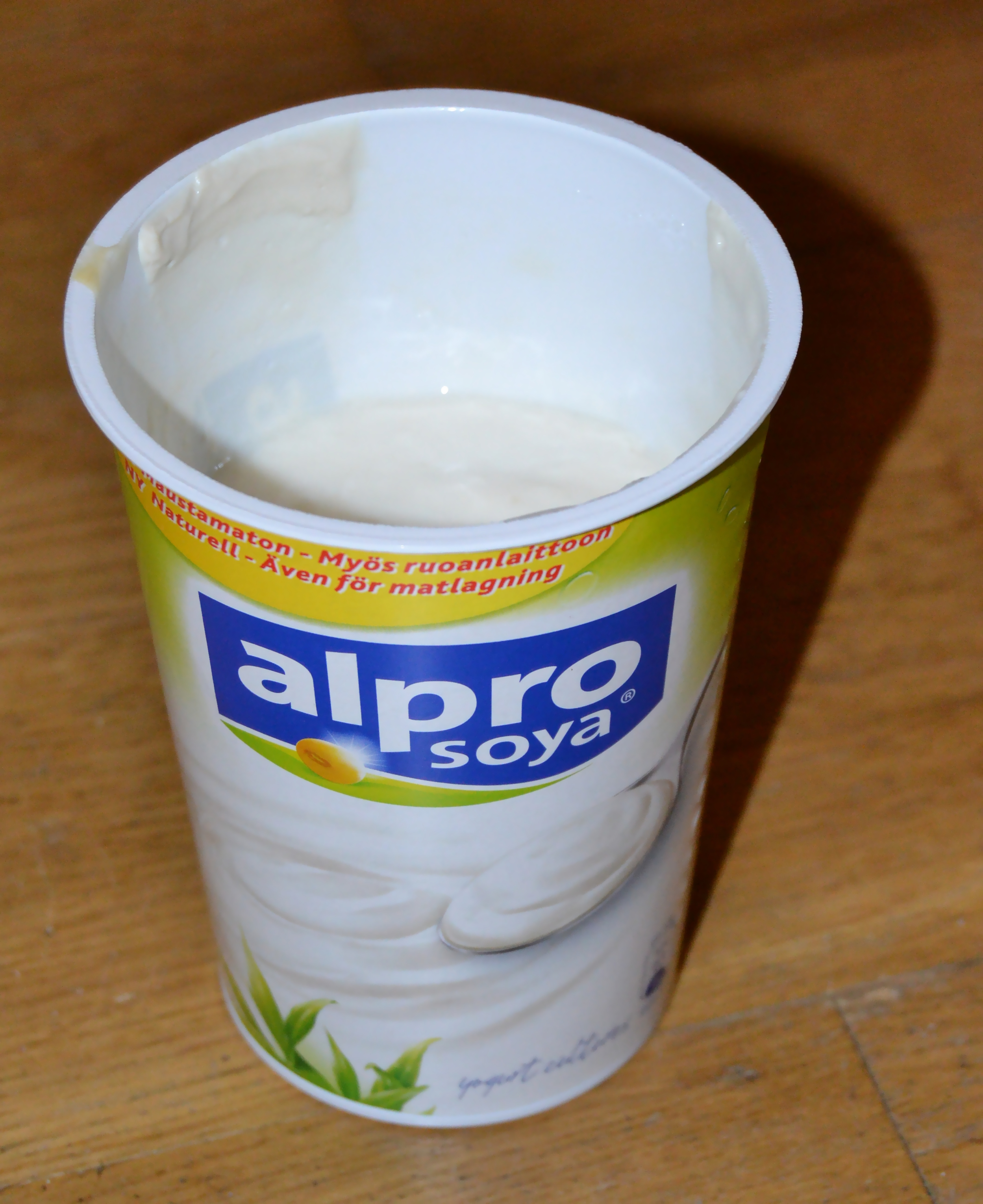